# Douglas XT3D
El Douglas XT3D fue un bombardero-torpedero estadounidense, biplano y triplaza, desarrollado por la Douglas Aircraft Company para satisfacer un requerimiento de la Armada de los Estados Unidos.

## Desarrollo

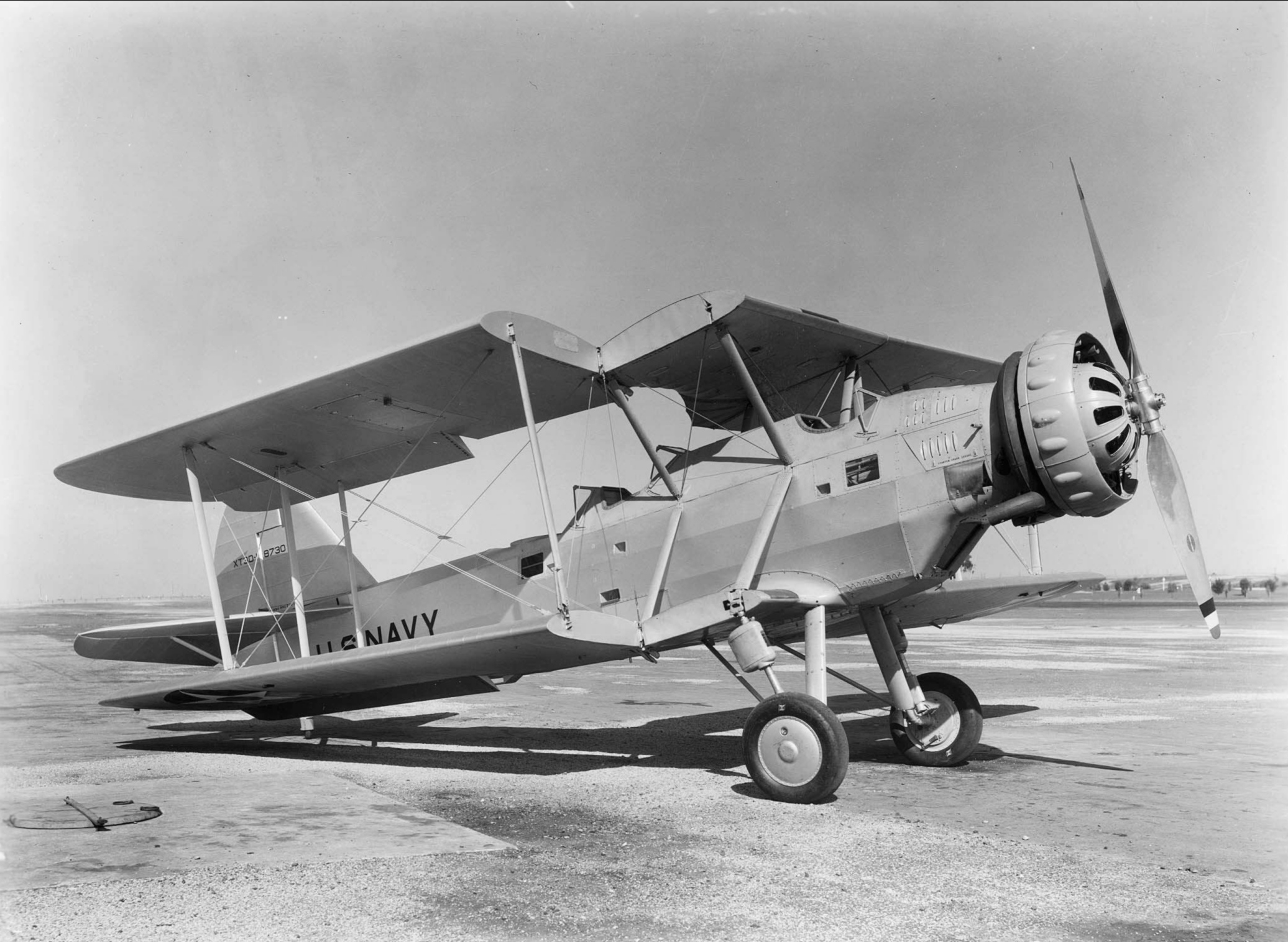
El XT3D-1 con un ala plegada.

El bombardero-torpedero  XT3D (BuNo 8730) voló por primera vez en 1931, y fue descrito como un avión grande y feo. De construcción metálica con recubrimiento textil, el XT3D podía plegar las alas y disponía de un gancho de apontaje para operar desde portaaviones. Con un tren de aterrizaje con rueda de cola fija e impulsado por un motor radial Pratt & Whitney R-1690 Hornet, el XT3D tenía tres cabinas abiertas, la delantera para el artillero/bombardero, la central para el piloto, y la trasera para otro artillero.
El XT3D no consiguió alcanzar los requerimientos de la Armada, y tras las pruebas fue devuelto a Douglas. Fue modificado con el más potente Pratt & Whitney XR-1830-54, con carenados en las ruedas y cubiertas cerradas para las dos cabinas traseras. Con la nueva designación XT3D-2, tampoco consiguió pasar las pruebas de la Armada y no fue ordenada su producción. El prototipo fue utilizado por la Armada de los Estados Unidos en los siguientes diez años en usos de propósito general, hasta que en 1941 fue relegado a la función de célula de instrucción.

## Variantes

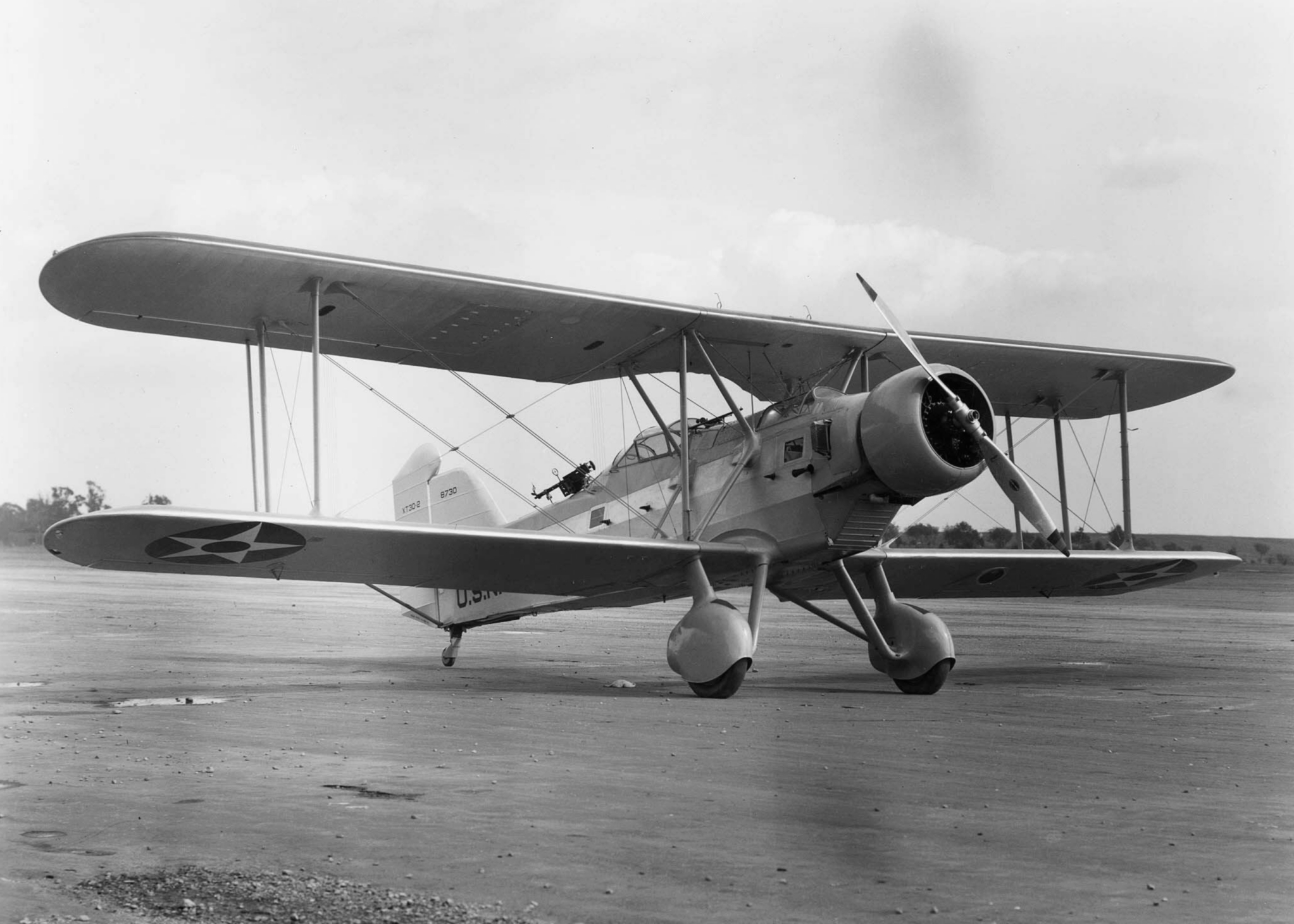
El XT3D-2 en enero de 1933.

XT3D-1
Prototipo con motor radial Pratt & Whitney R-1690, uno construido.
XT3D-2
El XT3D-1 modificado, incluyendo un cambio de motor al radial Pratt & Whitney R-1830.

## Operadores
Estados Unidos
- Armada de los Estados Unidos

## Especificaciones
Referencia datos: 

### Características generales
- Tripulación: Tres (piloto, artillero/bombardero, artillero).
- Longitud: 10,80 m
- Envergadura: 15,24 m
- Altura: 4,026 m
- Superficie alar: 58,0 m²
- Peso vacío: 1922 kg
- Peso máximo al despegue: 3564 kg
- Planta motriz: 1× motor radial de 9 cilindros refrigerado por aire Pratt & Whitney R-1690 Hornet.
  - Potencia: 429 kW (575,3 hp)

### Rendimiento
- Velocidad nunca excedida (Vne): 206 km/h
- Alcance: 893 km
- Techo de vuelo: 4267 m

### Armamento
- Ametralladoras: 

  - 2 de 7,62 mm (en montajes flexibles en las cabinas delantera y trasera)
- Bombas: 

  - 1x torpedo aéreo de 832 kg o equivalente

### Secuencias de designación
- Secuencia T_D (Torpederos de la Armada estadounidense, 1922-1935 (Douglas, 1922-1962)): DT - T2D - T3D

### Listas relacionadas
- Anexo:Aeronaves militares de los Estados Unidos (navales)